# Ellen Price
Ellen Juliette Collin Price, född 21 juni 1878 i Snekkersten i Helsingør, död 4 mars 1968 i Brøndby, var en dansk balettdansös och skådespelerska vid Det Kongelige Teater, dotter till skådespelaren Carl Price och tillhörande den danska artistsläkten Price.
Price antogs som barn vid balettskolan på Det Kongelige Teater, där hon bland annat undervisades av Waldemar Price, och uppträdde första gången 1886 som en älva i Alferne. Hon väckte tidigt uppmärksamhet för samma saker som tidigare utmärkt hennes släkting Juliette Price: en blid charm, talande ögon och ett intagande leende.
Av hennes roller blev den lilla sjöjungfrun i Fini Henriques balett den mest kända, och fick henne att förevigas i Edvard Eriksens staty Den lille havfrue på Langelinie i Köpenhamn (1913). Den 1 juni 1913 tog Price avsked av nationalscenen i Sylfiden och Den lille havfrue. Efter att under några år förgäves försökt sig på en ny karriär som skådespelerska vid Århus Teater drog hon sig tillbaka till privatlivet.